# انتصار العناية الإلهية
انتصار العناية الإلهية هو تصوير جصي ضخم للفنان الإيطالي بيترو دا كورتونا، والذي يملأ السقف الضخم للصالة الكبرى في قصر باربريني في روما، إيطاليا. بدأ بيترو العمل عليه في عام 1633 وانتهى تقريبًا بعد ثلاث سنوات، ومع عودة كورتونا من البندقية، أعاد العمل عليه لينتهي منه في عام 1639. يمثل القصر البيت المهيب لعائلة باربريني منذ عشرينات القرن السابع عشر، وعلى رأسهم مافيو باربريني (الذي أصبح البابا أوربان الثامن) والذي قاد برنامج ترميم ضخم للمدينة بما فيها من فنون وعمارة.
يُشار للعمل على أنه أحد صور أسلوب عصر الباروك الحديث في الرسم، والذي وصل إلى قمته في أعمال بيترو دا كورتونا. بمساحة بلغت 530 مترًا مربعًا، فإن انتصار العناية الإلهية هي ثاني أكبر رسم في روما بعد كنيسة سيستينا.

## الوصف

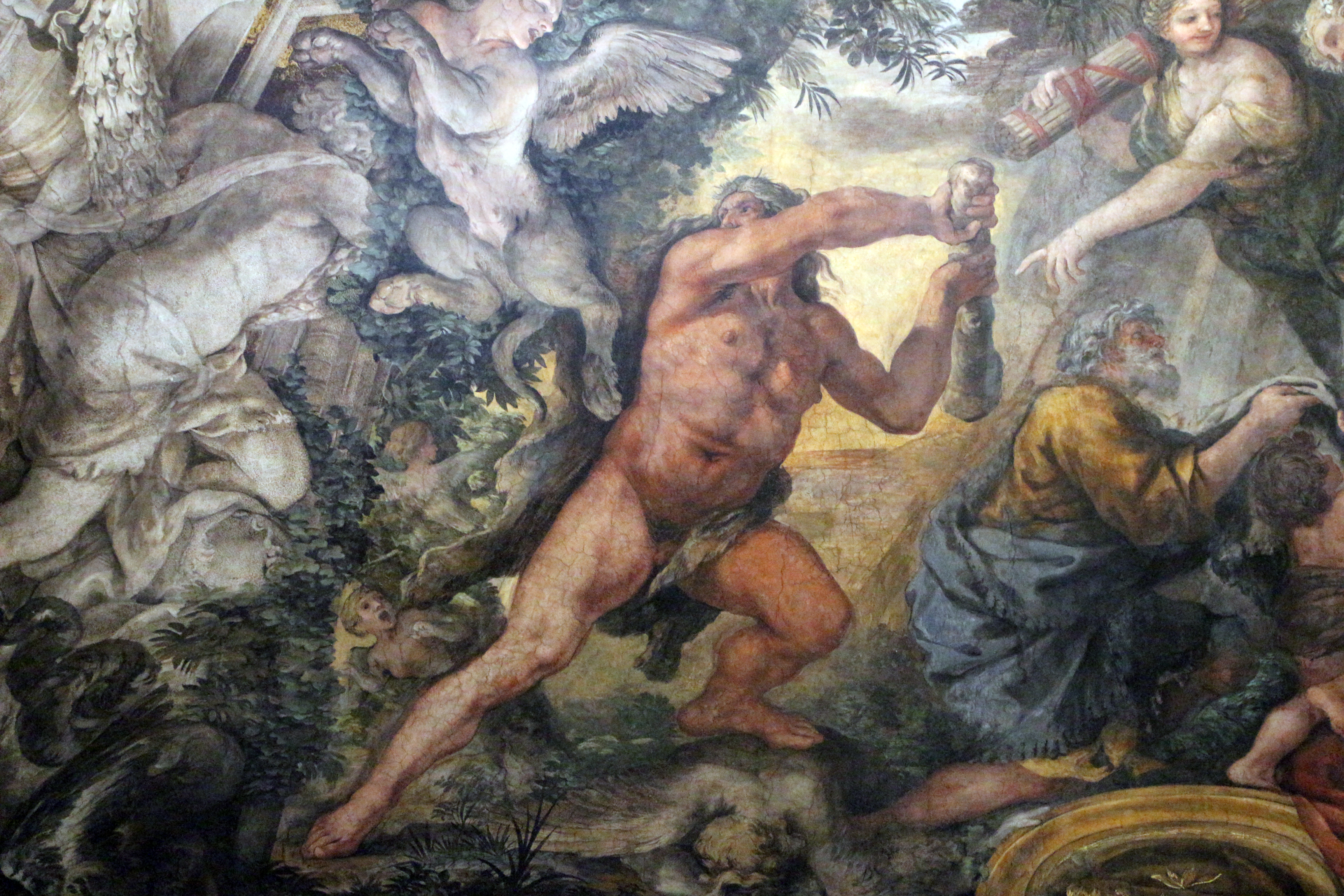
بيترو دا كورتونا، انتصار العناية الإلهية

ينقسم الرسم بصورة سلسة سائلة، إذ نجد التقسميات الواضحة من القرن السابق غائبة هنا، ونجد الشخصيات في حوار وتفاعل سويًا. ينقسم الرسم إلى خمس أجزاء (أربعة أجزاء طرفية، وجزء وسطي)، مع إطار مخادع أحادي اللون، يقطعه عند الزوايا الأربعة مداليات ذهبية ثمانية الشكل.
نرى في المنتصف العناية الإلهية بيدها صولجان، ويحيط بها هالة مضيئة تشير إلى السطوع الإلهي. خلفها تجلس العدالة، والشفقة، والقوة، والحقيقة، والجمال، والحياء، في حين يطير الخلود فوقها تمثله أورانيا التي تحمل تاجًا من النجوم والذي تكرم به ذوي البصيرة في السماء. يُشار إلى الزمان والأبدية من خلال كرونوس ومنجله بينما يبتلع أحد أبنائه، والباركيات الثلاث تمثلن القدر الذي يُجري حياة البشر. في الأعلى، نرى المناقب اللاهوتية الثلاث (الإيمان والأمل وعمل الخير) يحملن إكليلًا يشير إلى شعار نبالة العائلة، والذي يطير بداخله نحلات تشير إلى شارة العائلة. التشخيصات الأخرى هي للربة روما (في إشارة للبابوية) وللربة غلوريا ومعها مفاتيح القديس بطرس.
في الزوايا، يحمل المداليات تيلمون وتريتون مزينان بصور استعارية أحادية اللون، مرتبطة بالحيوانات الممثلة أسفل منها. لذا نرى مشهد حكمة فابيو ماسيمو والدبين ليمثل الحصافة، ومشهد اعتدال سكيبيو وأحادي القرن ليمثل النقاء، ومشهد قصة موتسيو شيفولا والأسد ليمثل القوة، ومشهد عدالة تيتو مانيلو ليمثل الصلابة والفراسة.
تمثل المشاهد الأرعبة الطرفية إشارة للحكم الجيد تحت عائلة باربريني، خاصة مشروعات البابا وأحفاده.
في المشهد الطرفي الأول، نرى السلام متوجًا، إذ نرى الحكمة ترسل فتاة صغيرة لتغلق أبواب معبد يانوس (والذي كان يُفتح في روما القديمة في أوقات الحرب). يعمل سيكلوب في الورشة ليصنع الأسلحة، بينما يقف فوروري أعزلا على كومة من الأسلحة.
في الجانب الآخر، انتصار الدين والروحانية، حيث ينظر العلم لأعلى محاط بالمساعدة الإلهية، والدين، والنقاء. على اليمين، يمد سلينوس يده لصيب طفل له النبيذ، بينما تستحم بعض الحوريات في نبع ماء. على اليسار، تقوم لاشيفيا من السرير، بينما يُطرد كيوبد من الحب السماوي.
يُظهر الجدار الخلفي سقوط العمالقة حيث تحلق منيرفا، في إشارة لانتصار الذكاء على القوة.
في جدار النافذة يدفع هرقل شعوب فايس وهاربي بعيدًا في إشارة للبخل. تشير الفتاة ذات النطاق إلى العدالة، بينما يُغرق التحرر العالم بالنقود والزهور والفاكهة.